# Joseph Alfred Serret
Joseph Alfred Serret, född 30 augusti 1819 i Paris, död 2 mars 1885 i Versailles, var en fransk matematiker.
Serret, som var professor vid Collège de France och vid Faculté des sciences, är mest känd som författare av läroboken Cours de calcul différentiel et integral (två band, 1867–1869; andra upplagan 1879–1880, i tysk bearbetning 1884–1885; andra upplagan 1897–1899).